# Asociația Club Sportiv Inter Ilfov
L'Asociația Club Sportiv Inter Ilfov è una società calcistica rumena con sede nella città di Clinceni, militante in Liga III.
Fondato come CS Buftea, nei primi vent'anni di vita il club ha cambiato per cinque volte la propria denominazione sociale, assumendo infine quello di Academica Clinceni nel 2015, che mantenne fino al 2022, anno del suo scioglimento.
Rifondata come LPS HD Clinceni nel 2022, ha poi assunto la denominazione attuale nel 2024.

## Storia
Fondato nel 2005 come CS Buftea dalla fusione del Buftea, club militante in quarta divisione, e il Cimentul Fieni, squadre con sede a Buftea, città 20 km a nord-ovest di Bucarest, inizialmente vestiva una casacca rossa, bianca e blu e giocava le partite casalinghe allo Stadio Orășenesc. Ammesso direttamente alla Liga III,
la terza serie rumena, conseguì la promozione in Liga II alla fine della stagione 2007-2008. Dopo una sola stagione cedette il titolo sportivo al Săgeata Stejaru, con cui scambiò la categoria di militanza.
Dopo altre tre stagioni in terza serie, il club fu promosso di nuovo in seconda divisione, stavolta con il nome di ACS Buftea, ma vide venire meno il supporto finanziario delle istituzioni locali. In Coppa di Romania fu costretta a schierare una formazione di soli giovani e fu sconfitta per 31-0, peggior risultato di sempre per il calcio rumeno professionistico. Dopo la disfatta, la squadra chiuse l'annata al sesto posto in seconda serie, miglior piazzamento sino a quel momento.
La tumultuosa storia del club proseguì con altre tre rifondazioni negli anni successivi. Nel 2013 la squadra fu acquistata dal Comune di Clinceni, situato a 30 km da Buftea, rinominato FC Clinceni e dotato di un nuovo logo. Poco dopo l'imprenditore Constantin Moroianu acquistò il club e lo spostò a Pitești, ridenominandolo Academica Argeș e cambiando logo e colori sociali; il tutto per sostituire l'Argeș Pitești, che si era appena sciolto. L'anno dopo la squadra fu trasferita a Clinceni e ridenominata Academica Clinceni, tornando ai colori nero e azzurro, gli stessi del nuovo logo di cui si dotò. A causa di problemi finanziari, nel 2017 strinse un accordo di collaborazione con il FCSB, che prevedeva il passaggio in prestito all'Academica Clinceni di vari giovani provenienti dal settore giovanile del FCSB.
Nel 2018-2019, sotto la guida dell'allenatore Ilie Poenaru e con una rosa composta per lo più da giovani, l'Academica ha ottenuto una storica promozione in Liga I, dove ha rappresentato la più piccola località del campionato di vertice della Romania, avendo Clinceni una popolazione di meno di 5 000 abitanti (battuto il record del Brănești, la cui squadra, il Victoria, aveva militato in massima serie nel 2010-2011).
Nel 2020-2021 il club ottenne la sua miglior prestazione in massima serie, concludendo il campionato al quinto posto della Poule Scudetto.
Tuttavia, nella stagione successiva il club fu travolto da debiti e il mancato pagamento di essi portò alla detrazione di punti che li portò ad avere un punteggio negativo di -29, ma ugualmente sopra il Gaz Metan Mediaș.
Alla fine della stagione il club venne retrocesso, ma successivamente fallí direttamente.
Nello stesso anno il club riprese la propria attività sotto il nome di LPS HD Clinceni, partecipando alla Liga IV Ilfov e conquistando immediatamente la promozione in Liga III.
Dopo una sola stagione in terza serie, alla fine della stagione 2023-2024, il. Lun cambia nuovamente denominazione diventando il ACS Inter Ilfov.

## Palmarès

### Competizioni nazionali
- Liga III: 1

2011-2012
- Liga IV - Contea di Ilfov: 1

2022-2023

### Altri piazzamenti
- Liga II:

Secondo posto: 2014-2015, 2018-2019